# 엑소시스트 (드라마)
《엑소시스트》(영어: The Exorcist)는 미국의 공포 드라마이다.